# 前田利久
前田利久（生年不詳－1587年9月16日（一說1583年））是日本戰國時代至安土桃山時代武將，通稱藏人。父親是前田利春，家中嫡長子，前田利家之兄。

## 生平
父親利春是尾張國荒子城城主。永祿3年（1560年），因為父親利春死去而繼任家督。利久膝下無子，於是收弟弟安勝的女兒為養女，把女婿慶次郎（利益）收為養子。
不過在永祿12年（1569年）因為主公織田信長的命令而把家督讓予弟弟利家。信長的意思是比起體弱多病又不諳戰事的利久，勇猛又當過自己小姓的利家更適合繼承前田家，雖然利久本人默默接受，但是利久的家臣相當不服，時任荒子城城代的重臣奥村永福拒絶把荒子城交給利家，而利久的妻子亦不交出前田家代代相傳的家寶來作出抵抗。雖然以上抗議被利久喝斥退去，但是上述利久妻子的耍賴行為讓因家督問題而尷尬的兩兄弟徹底決裂，後來利久剃度出家帶著慶次與家人離開織田家流浪，法號藏人入道。
根據慶次學習茶道能樂的時間點來研判，這段時間利久一家住在京都，而且可能有授領信長派發的補償金或利家暗中接濟才能過著優渥的生活。在天正11年（1583年）利家成為能登加賀國主後把利久請回金澤城照顧，利久也因為造成兄弟矛盾的元兇信長已死而願意重返前田家並授領7千石知行，為了讓利久安度晚年且尊重利久曾為前田家督，故在前田家身分為客卿而非家臣，且地位極高僅次於利家，與隱居退位的前任家督無異，被前田家臣們稱為「隱居的大老」，利家不在時擔任主城金澤城城代。
在天正15年（1587年9月16日）死去。戒名是真寂院孤峯一雲。利久葬於野田山前田家墓地近山頂處，為前田氏墓地所處位置最高者。利久死後也讓前田慶次對前田家再無牽掛而出奔。